# Мос Деф
Данте Теръл Смит (англ. Dante Terrell Smith р.11 декември, 1973) известен най-вече като Мос Деф е американски рапър и актьор. Роден е в Ню Йорк и е мюсюлманин. Освен Мос Деф използва и псевдонимите Mighty Mos Def, The Freaky Night Watchman, Boogie Man, Black Dante, Dante Beze, Pretty Flaco, и Flaco Bey.

## Рап кариера
Мос започва рап кариерата си с по-малката си сестра Ces и брат си DCQ в групата Urban Thermo Dynamics. Лейбълът им Payday Records обаче издава само два техни сингъла и отказват да публикуват готовия албум Manifest Destiny, който все пак излиза на пазара чак през 2004 от Illson Media. През 1996 Данте се заема със соло кариера като работи заедно с De La Soul и da Bush Babees преди да излезе и първият му соло сингъл Universal Magnetic, който се превръща в хит на ъндърграунд музиката.
След като подписват договор с Rawkus Records Мос Деф и Талиб Квели създават собствена рап група наречена Black Star. Първият им албум се казва Mos Def and Talib Kweli are Black Star и излиза през 1998.
Година по-късно през 1999 излиза и първият соло албум на певеца Black on Both Sides. След като Rawkus Records фалира Мос Деф и Квели подписват с лейбъла Interscope/Geffen Records, който издава втория му соло албум – The New Danger през 2004. Последният му албум за Geffen Records се очаква да излезе на 9 януари 2007 и ще се казва True Magic

## Актьорска кариера
Мос прави дебюта си като актьор още на 14 години във филма God Bless the Child, в който участва Меър Уинингам. По късно играе по-голямото дете в ситуационната комедия You Take the Kids. Преди да започне музикалната си кариера участва и в шоуто на Бил Козби.
След незначителни роли в Bamboozled и Monster's Ball, прави голямата си роля във филма Кафява захар (Brown Sugar) през 2002.
Има и няколко участия в Шоуто на Дейв Чапел.
През 2006 играе във филма 16 пресечки (16 Blocks) заедно с Брус Уилис и Дейвид Морз.

## Дискография

### Албуми
| Информация |
| --- |
| Black Star (с Талиб Квели) - Издаден: 26 август, 1998 - Billboard Top 200: #53 - R&B/Hip-Hop класация: #13 - Сингли: „Definition“/"Twice Inna Lifetime", „Respiration“           |
| Black on Both Sides - RIAA сертификат: Gold - Издаден: 12 октомври, 1999 - Billboard Top 200: #25 - R&B/Hip-Hop класация: #3 - Сингли: „Ms. Fat Booty“/"Mathematics", „Umi Says“ |
| The New Danger - Издаден: 19 октомври, 2004 - Billboard Top 200: #5 - R&B/Hip-Hop класация: #2 - Сингли: „Sex, Love & Money“/"Ghetto Rock" - Продажби: 445 000                   |
| Tru3 Magic - Издаден: 9 януари, 2007 (неиздаден) - Billboard Top 200: - R&B/Hip-Hop класация: - Сингли: „Undeniable“/"There is a Way"                                            |

## Избрана филмография
- „Лесна плячка“ (Life of Crime, 2013)
- Begin Again (2013)
- „Декстър“ (Dexter, 2011)
- Next Day Air (2009)
- „Кадилак Рекърдс“ (Cadillac Records, 2008)
- Be Kind Rewind (2008)
- Journey To The End of the Night (2006)
- The Brazilian Job (2006)
- Talladega Nights: The Ballad of Ricky Bobby (2006) (cameo)
- „16 пресечки“ (16 Blocks, 2006)
- Dave Chappelle's Block Party (2006)
- „Пътеводител на галактическия стопаджия“ (The Hitchhiker's Guide to the Galaxy, 2005)
- Lackawanna Blues (2005)
- Something the Lord Made (2004)
- „Дърводелецът“ (The Woodsman, 2004)
- „Италианска афера“ (The Italian Job, 2003)
- Brown Sugar (2002)
- „Бунтът на белязаните“ (Civil Brand, 2002)
- „Шоуто започва“ (Showtime, 2002)
- „Балът на чудовището“ (Monster's Ball, 2001)
- Carmen: A Hip Hopera (2001)
- Island of the Dead (2000)
- Bamboozled (2000)
- Where's Marlowe? (1998)
- Ghosts (1997)
- The Hard Way (1991)